# Sirex
Sirex — род насекомых из семейства рогохвостов подотряда сидячебрюхих перепончатокрылых. Они впрыскивают яйца с грибковыми эндосимбионтами в древесину. Грибок содержится в микангии, он питает его выделениями и, в свою очередь, переваривает древесину для личинки рогохвоста.
Род включает в себя экономически важных вредителей, таких как Sirex noctilio — инвазивный вид, широко распространившийся по всему миру за пределы своего первоначального ареала.

## Виды
- Sirex abietinus Goulet, 2012
- Sirex areolatus (Cresson, 1867)
- Sirex behrensii (Cresson, 1880)
- Sirex californicus (Ashmead)
- Sirex carinthiacus Konow, 1892
- Sirex cyaneus Fabricius, 1781
- Sirex edwardsii Brulle, 1846
- Sirex ermak (Semenov-Tian-Shanskij, 1921)
- Sirex grandis Blanchard, 1849
- Sirex hispaniola Goulet, 2012
- Sirex juvencus (Linnaeus, 1758)
- Sirex longicauda Middlekauff, 1948
- Sirex mexicanus Smith, 2012
- Sirex mongolorum (Semenov-Tianshanskij & Gussakovskij, 1935)
- Sirex nigricornis Fabricius, 1781
- Sirex nitidus (T. W. Harris)
- Sirex nitobei Matsumura, 1912
- Sirex noctilio[англ.] Fabricius, 1793
- Sirex obesus Bradley
- Sirex piceus Xiao & Wu, 1983
- Sirex reflexus Villers, 1789
- Sirex sinicus Maa, 1949
- Sirex tianshanicus (Semenov-Tianshanskij, 1921)
- Sirex varipes Walker, 1866
- Sirex vates Mocsary, 1881
- Sirex xerophilus Schiff, 2012